# 大坑 (苗栗縣)
大坑，是臺灣苗栗縣公館鄉的一個傳統地域名稱，位於該鄉東部偏南。相較於今日行政區，其範圍大致與大坑村相近。

## 歷史
台灣清治末期至日治初期，大坑地區為一街庄，稱為「大坑庄」，隸屬於苗栗一堡。該庄北與尖山庄、南河庄為鄰，東與八角林庄為鄰，東南邊為桂竹林庄，西南邊為福基庄，西邊為公館庄，西北邊為蔴齊藔庄為鄰。
1901年（日治明治三十四年）11月，全台廢縣廳改設二十廳，該庄隸屬於苗栗廳。1909年（明治四十二年）10月，合併二十廳為十二廳，該庄改隸屬於新竹廳。1920年（大正九年），廢十二廳改設五州二廳，該庄改制為「大坑」大字，隸屬於新竹州苗栗郡公館庄。
戰後公館庄改制為公館鄉，隸屬於新竹縣，大字亦改制為村。1950年桃、竹、苗分治，公館鄉改隸屬於苗栗縣。

## 聚落
本地區發展較早的聚落有竹圍、大坑口（上大坑口）、上大坑、四份（四分）、下水井、直坑、上水井、淡坑、崩山下、橫平等，在日治期初期的官方地圖上已有記載。此外，本地區尚有東店、大坑、大分林、三叉路等聚落。

## 交通
縣道119甲線又稱「沿山公路」，是尖山至龍泉的道路，也是本地區西北部平原地帶的縱向道路。由該道路向北可前往尖山中北部並止於鄉道苗25-1線路口，向南可前往外橫岡，於枋屋下轉西南，可前往關爺埔、龍泉並止於縣道119號路口。
鄉道苗25-1線是尖山至外橫岡的道路，也是本地區西北部平原地帶的另一條縱向道路，且位於縣道119甲線東側更接近山腳處，其南側端點位於本地區西部邊界處大安橋南岸的鄉道苗24線路口。由此向北蜿蜒而行，出境後可至尖山中北部轉西北西前往尖山社區南側並止於鄉道苗25線路口。
鄉道苗24線（大東路、石門路、博愛農路）是中平至北寮的道路，大致以西北—東南走向轉橫向再轉縱向蜿蜒經過本地區中北部及東部。由該道路向西北可前往公館市區、中小義並止於縣道128號路口，向南可前往北寮並止於福基國小福德分校東側的省道台6線路口。
鄉道苗24-1線又稱為「橫屏農路」，是大坑至上大坑的道路，也是本地區內部連絡道路，其西側端點位於大坑聚落行修寺旁的鄉道苗24線路口。由此向南南東轉東蜿蜒而行，可前往下水井、上水井、上大坑並止於鄉道苗24線另一路口。
鄉道苗25-2線是五穀岡至仁安的道路，也是本地區西北部平原地帶的北側邊界橫向道路，其東側端點位於上大坑口附近的鄉道苗25-1線路口。由此向西北西沿本地區邊界而行，出境後可前往內五穀岡、五穀岡並止於省道台6線路口。